# Sofia Olofsson
Sofia Olofsson (Täby, 4 september 1989 -) is een Zweeds kickbokser die uitkomt in het bantamgewicht.
Olofsson begon op achttienjarige leeftijd met thaiboksen, daarvoor speelde ze handbal bij de lokale handbalclub in haar geboorteplaats Täby.
In november 2016 won ze de wereldtitel bantamgewicht bij de World Muaythai Council, en in november 2017 verdedigde ze haar titel succesvol.
In de zomer van 2018 komt Olofsson voor het eerst uit voor de kickboks-organisatie Glory, in een gevecht over drie ronden tegen Tiffany van Soest, die ze verliest door een jurybeslissing.